# Tulungagung
Tulungagung – miasto w Indonezji na Jawie w prowincji Jawa Wschodnia nad rzeką Brantas u podnóża wulkanu Liman; ośrodek administracyjny dystryktu Tulungagung; 65 tys. mieszkańców (2005).
Ośrodek regionu rolniczego, uprawa trzciny cukrowej, ryżu, kukurydzy, tytoniu szlachetnego, herbaty, palmy kokosowej i kauczukowca; przemysł spożywczy i włókienniczy; wydobycie marmurów; węzeł komunikacyjny.